# 6067 Donutil
6067 Donutil è un asteroide della fascia principale esterna. Scoperto nel 1990, presenta un'orbita caratterizzata da un semiasse maggiore pari a 3,162089 UA e da un'eccentricità di 0,048225, inclinata di 10,478588° rispetto all'eclittica. Ha un diametro di 13,779 km, un periodo di rotazione di 87,492 ore e un'albedo di 0,256.
È dedicato a Miroslav Donutil, attore ceco.